# 선택적 수용체 조절제
선택적 수용체 조절제(選擇的受容體調節劑, 영어: selective receptor modulator, SRM)는 약리학에서 다른 조직에서 다른 효과를 가지는 약물의 한 유형이다. 선택적 수용체 조절제는 일부 조직에서는 작용제로 작용하는 반면 다른 조직에서는 길항제로 작용할 수 있다. 따라서 선택적 수용체 조절제는 때때로 조직 선택적 약물(組織選擇的藥物, 영어: tissue selective drug) 또는 혼합 작용제(混合作用劑, 영어: mixed agonist)/길항제(拮抗劑, 영어: antagonist)라고 한다. 이 조직 선택적 행동은 문제의 조직에 관계없이 작용제 또는 길항제로 작용하는 다른 많은 약물들과 대조된다.
선택적 에스트로젠 수용체 조절제(SERM)는 현재 미국 시장에서 판매되고 있는 이 부류의 유일한 종류의 약물이다.

## 종류
선택적 수용체 조절제의 종류는 다음과 같다.
- 선택적 안드로젠 수용체 조절제 (SARM)
- 선택적 에스트로젠 수용체 조절제 (SERM)
- 선택적 프로게스테론 수용체 조절제 (SPRM)

## 같이 보기
- 작용제-길항제
- 선택적 당질코르티코이드 수용체 작용제 (SEGRA)